# Handgas

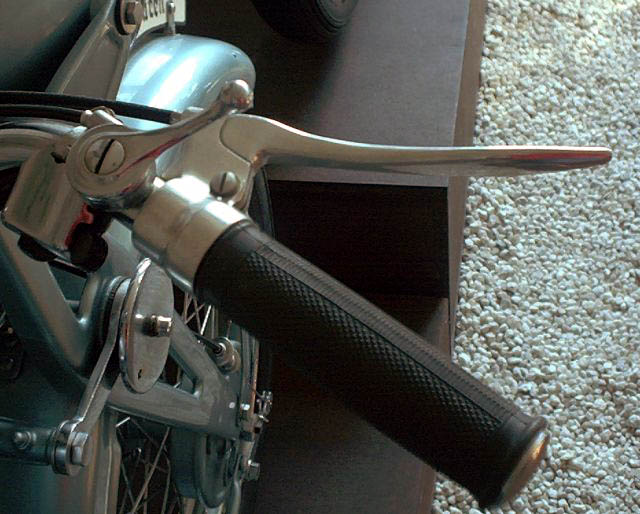
Gasdrehgriff an einer NSU OSL 251

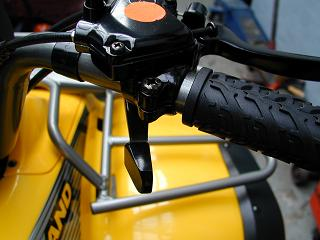
Daumengashebel an einem Quad

Das Handgas ist ein Steuerungselement,  mit dem die Motorleistung eines Kraftfahrzeuges oder einer Maschine von  Hand gesteuert werden kann. Handgas-Bedienteile sind weniger häufig verbreitet als das fußbetätigte Gaspedal von Kraftwagen mit Verbrennungsmotor.
Überwiegend sind Handgas-Bedienteile an Lenkern von Zweiradfahrzeugen oder nahe dem Lenkrad von vierrädrigen Kraftfahrzeugen, teilweise zusätzlich zum fußbetätigten Pedal, angebracht. Es gibt verschiedene Bauformen: als Handhebel, der mit einer Vor-Zurück- oder Oben-Unten-Bewegung betätigt wird, als  Gasdrehgriff (Dreh- oder Wickelgriff) oder Daumengashebel.
Handgas-Bedienteile werden verwendet an Traktoren, Motorrädern, Quads, Motorbooten,  Maschinen  (wie Rasenmäher) und zur Kraftfahrzeugumrüstung für körperbehinderte Menschen, wenn diese die standardmäßige Pedalerie ihres Fahrzeuges nicht oder nur eingeschränkt nutzen können.
Umgangssprachlich wird auch der Geschwindigkeits-Drehgriff an Elektromotorrollern oder Elektromobilen als „Handgas“ bezeichnet, obwohl hier keine Verbrennungskraftstoffzufuhr reguliert wird.
Zunehmend wird das Handgas von der Joysticklenkung abgelöst oder ist bereits vom technischen Funktionsprinzip mit diesem oder mit dem Geschwindigkeitsregulierungsteil identisch.